# Flectonotus
A Flectonotus a kétéltűek (Amphibia) osztályának békák (Anura) rendjébe és az erszényesbéka-félék (Amphignathodontidae) családjába tartozó nem.
Egyes rendszerek a Hemiphractidae családba sorolják a nemet.

## Előfordulásuk
Az ide tartozó fajok Közép- és Dél-Amerikában  honosak.

## Rendszerezésük
A nemhez az alábbi 5 faj tartozik:
- Flectonotus fissilis
- Flectonotus fitzgeraldi
- Flectonotus goeldii
- Flectonotus ohausi
- Flectonotus pygmaeus